# Człuchów
Człuchów (dawniej pol. Słuchów, 1945 Człochów, kaszub. Człuchòwò lub też Człochòwò, niem. Schlochau) – miasto w województwie pomorskim, siedziba gminy miejskiej Człuchów, powiatu człuchowskiego oraz gminy wiejskiej Człuchów.
Według danych Głównego Urzędu Statystycznego z 30 czerwca 2021 r., Człuchów liczył 13 386 mieszkańców i był pod względem liczby ludności dziewiętnastym miastem w województwie pomorskim.

## Położenie

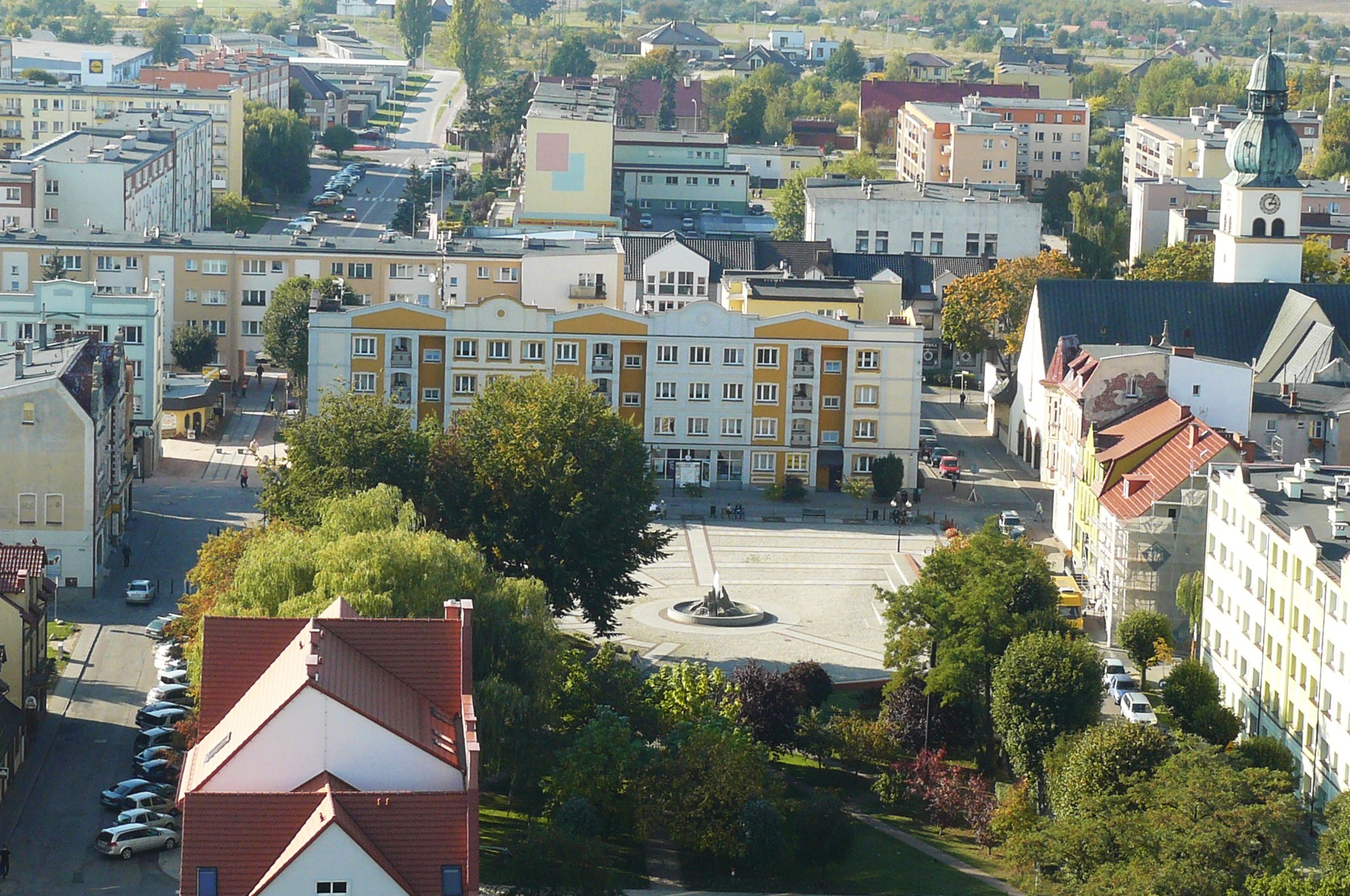
Panorama Człuchowa widziana z wieży zamkowej

Miasto leży pomiędzy jeziorami: Urzędowym, Miejskim Małym, Miejskim Dużym oraz największym – Rychnowskim, w odległości 136 km na południowy zachód od Gdańska.
Pod względem historycznym Człuchów leży na Pomorzu Gdańskim.
Według regionalizacji fizycznogeograficznej Polski miasto znajduje się na Pojezierzu Północnokrajeńskim.

## Kultura

### Kino UCIECHA (z funkcją teatralną)
Obiekt może pomieścić ponad 200 osób i oprócz projekcji filmów mogą się w nim odbywać przedstawienia teatralne, prelekcje i konferencje (gruntowna przebudowa kina i dodanie funkcji  teatralnej odbyło się w roku 2024). Repertuar w kinie zapewnia firma REAKTYWACJA z Otwocka. Kino organizacyjnie podlega pod Miejski Dom Kultury.

### Miejski Dom Kultury (MDK)
Do zadań statutowych MDK należy organizowanie imprez kulturalnych na terenie miasta. Jest organizatorem i współorganizatorem wielu imprez, w tym wystaw, przeglądów, konkursów i warsztatów oraz imprez teatralnych i recytatorskich. Ściśle współpracuje również z wieloma organizacjami pozarządowymi oraz instytucjami działającymi na terenie miasta Człuchowa oraz regionu.
   Pracownie merytoryczne działające w Miejskim Domu Kultury:
- Pracownia teatralna
- Pracownia modelarska
- Pracownia muzyczna
- Pracownia plastyczna
- Pracownia taneczna
- Pracownia gier i zabaw
- Pracownia haftu kaszubskiego

W Człuchowie co roku organizowane są: Polish Boogie Festival, Człuchów Rap Night oraz Dni Człuchowa.

## Struktura powierzchni
Według danych z roku 2002 Człuchów ma obszar 12,48 km², w tym:
- użytki rolne: 33%
- użytki leśne: 3%

Miasto stanowi 0,79% powierzchni powiatu.

## Demografia
Dane z 31 grudnia 2008:
| Opis                              | Ogółem | Ogółem | Kobiety | Kobiety | Mężczyźni | Mężczyźni |
| --------------------------------- | ------ | ------ | ------- | ------- | --------- | --------- |
| Jednostka                         | osób   | %      | osób    | %       | osób      | %         |
| Populacja                         | 14 352 | 100    | 7532    | 52,5    | 6820      | 47,5      |
| Gęstość zaludnienia [mieszk./km²] | 1123   | 1123   | 589,3   | 589,3   | 533,6     | 533,6     |

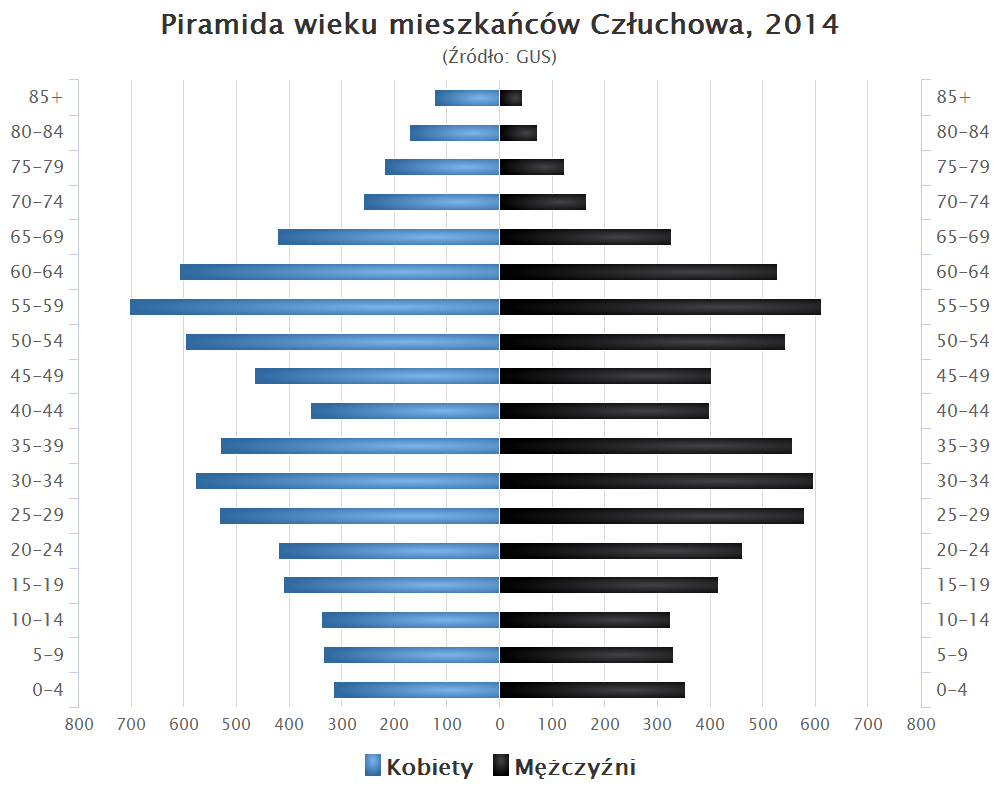
Piramida wieku mieszkańców Człuchowa w 2014 roku

Według danych z 30 czerwca 2016 roku miasto liczyło 13 936 mieszkańców.

## Historia
Człuchów był starym osiedlem pomorskim, wzmiankowanym w XII wieku. Prawa miejskie posiada od 1348 roku. Od 1312 roku był własnością Krzyżaków, rezydował tu wielki mistrz zakonu, brat Ulryka, Konrad V von Jungingen. Miasto przystąpiło do Związku Pruskiego, na prośbę którego w 1454 roku król Kazimierz IV Jagiellończyk ogłosił włączenie regionu wraz z miastem do Polski. W 1456 roku najechane, lecz niezdobyte przez Krzyżaków, dopiero w 1466 roku wpadło w ręce krzyżackie, jednakże po kilku dniach zostało odbite przez Polaków. W pokoju toruńskim (1466), kończącym wojnę trzynastoletnią, potwierdzono powrót miasta do Polski. Człuchów przynależał administracyjnie do województwa pomorskiego. Słownik geograficzny Królestwa Polskiego z 1880 roku podaje, że pierwszym starostą człuchowskim jeszcze przed pokojem toruńskim, był Mikołaj Szarlej, po nim objął starostwo Władysław, kasztelan nakielski, wspominany w roku 1463. W roku 1466 Jerzy z Dąbrowy, o którym pisze Niesiecki, także dostał się do niewoli krzyżackiej. W roku 1510 starostą człuchowskim był Andrzej Górski, podkomorzy poznański. W 1520 roku Rafał Leszczyński, kasztelan łędzki, który potem został biskupem przemyskim i płockim. W 1534 zmarł Stanisław Kościelecki, w 1545 roku zmarł Jan Kościelecki, w 1565 roku Achacy Czema. Zamek w Człuchowie bezskutecznie próbowali zdobyć Szwedzi w 1627 roku. Udało się im to dopiero podczas potopu szwedzkiego w 1656 roku. Za panowania polskiego zamek był utrzymywany w dobrym stanie. Jeszcze przed potopem szwedzkim starosta człuchowski Jakub Wejher wyremontował zamek, a także ufundował w mieście barokowy kościół św. Jakuba – ob. główną zabytkową świątynię miasta.

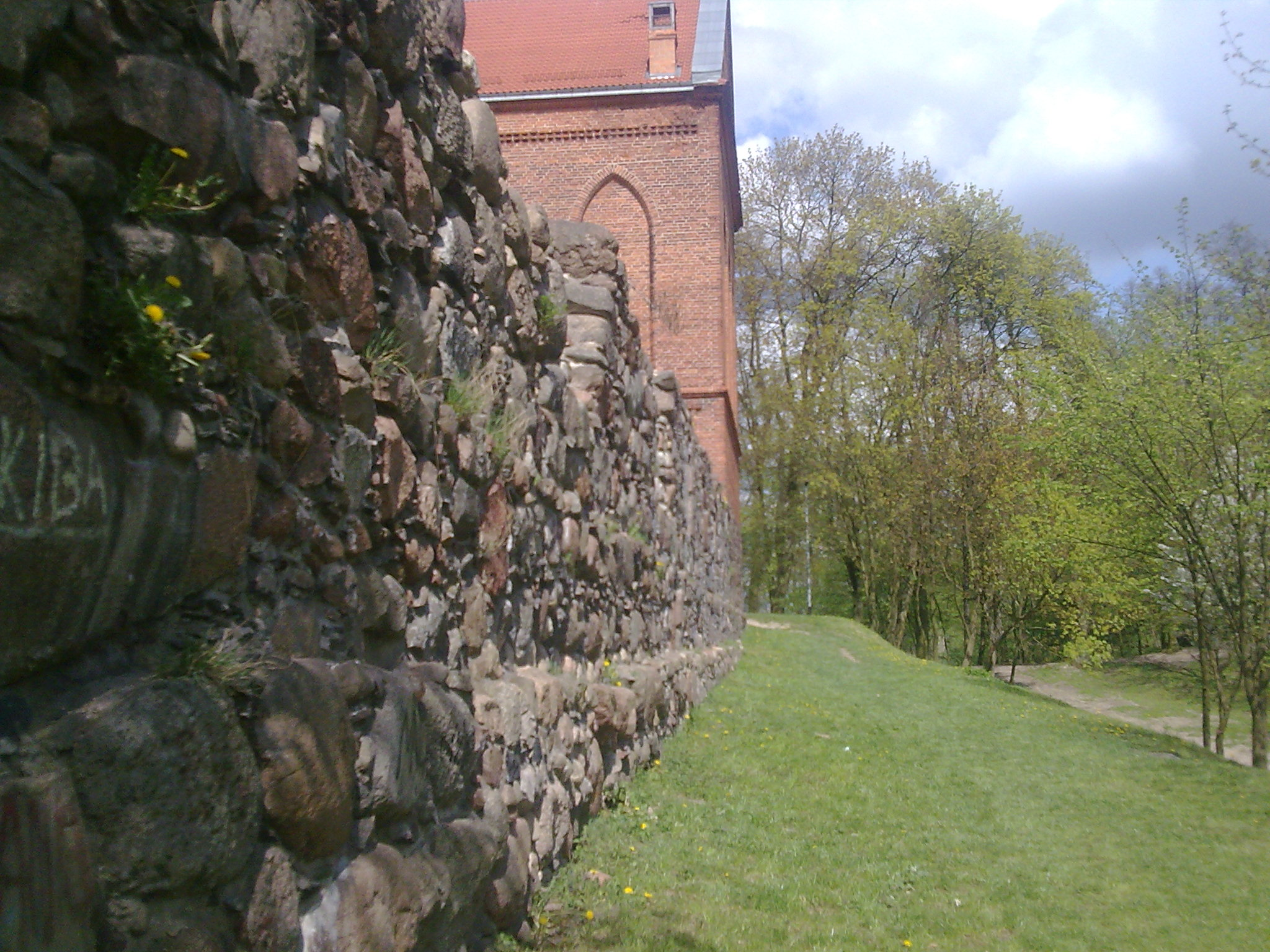
Fragment murów zamkowych

Od 1772 roku (I rozbiór Polski) Człuchów należał do Prus. W 1786 roku i 1793 roku miały miejsce pożary miasta, a wskutek działań zaborców zamek popadł w ruinę.

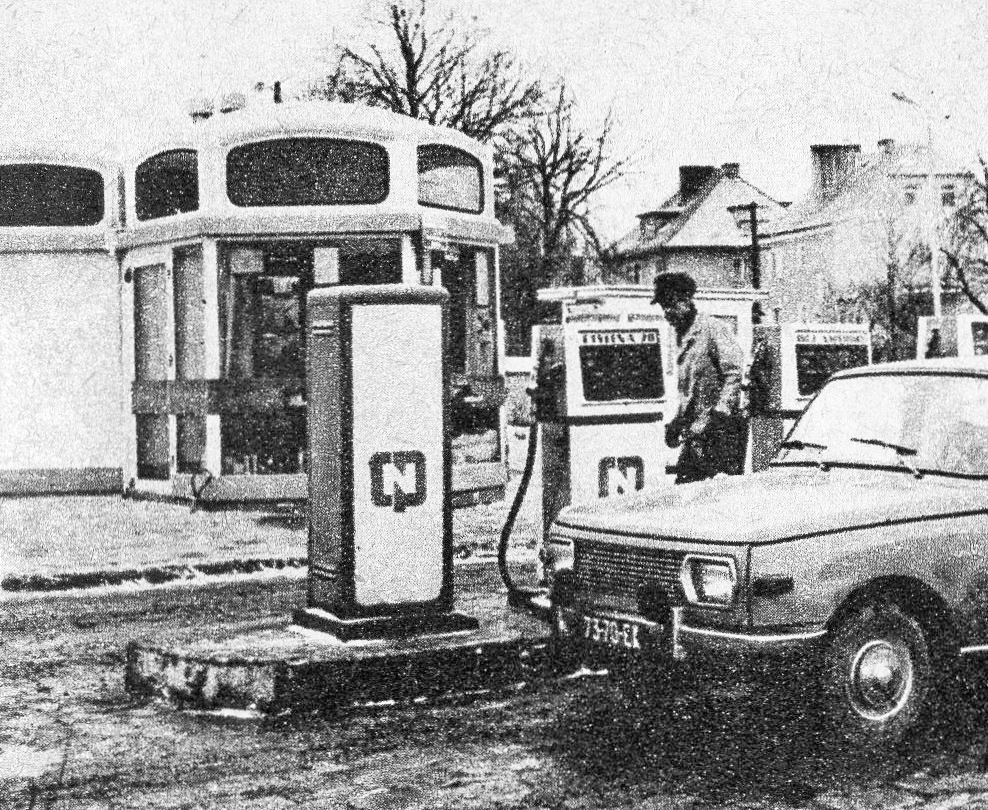
Stacja benzynowa z tworzyw sztucznych (1972)

Podczas II wojny światowej polska organizacja konspiracyjna Odra obserwowała niemiecką działalność gospodarczą w Człuchowie. Niemcy utworzyli w mieście podobóz pracy przymusowej obozu jenieckiego Stalag II B, w którym przetrzymywali ponad 300 jeńców.
26 lutego 1945 roku Niemcy zostali wyparci z miasta przez oddziały 19 armii II Frontu Białoruskiego (po wojnie na ówczesnym placu Armii Czerwonej ustawiono Pomnik Braterstwa Broni). Od 1945 roku Człuchów znajduje się ponownie w Polsce, obecna nazwa miasta została administracyjnie zatwierdzona 19 maja 1946 roku.
W latach 1945–1999 Człuchów zmieniał przynależność administracyjną. Przed utworzeniem województwa szczecińskiego w 1946 był przejściowo częścią województwa pomorskiego z siedzibą w Bydgoszczy. W latach 1946–1950 był częścią województwa szczecińskiego, w latach 1950–1975 województwa koszalińskiego, w latach 1975–1998 województwa słupskiego. Od 1999 roku należy do województwa pomorskiego.
W 1972 roku oddano w mieście do użytku pierwszą w Polsce stację benzynową (CPN), której budynek był wykonany z prefabrykatów z tworzyw sztucznych.
Jednym z tych, którzy najlepiej udokumentowali historię Ziemi Człuchowskiej, był Edmund Kloskowski. Swój wkład w badania nad dziejami miasta i okolic mają również Marian Fryda i Wiktor Zybajło.

## Zabytki

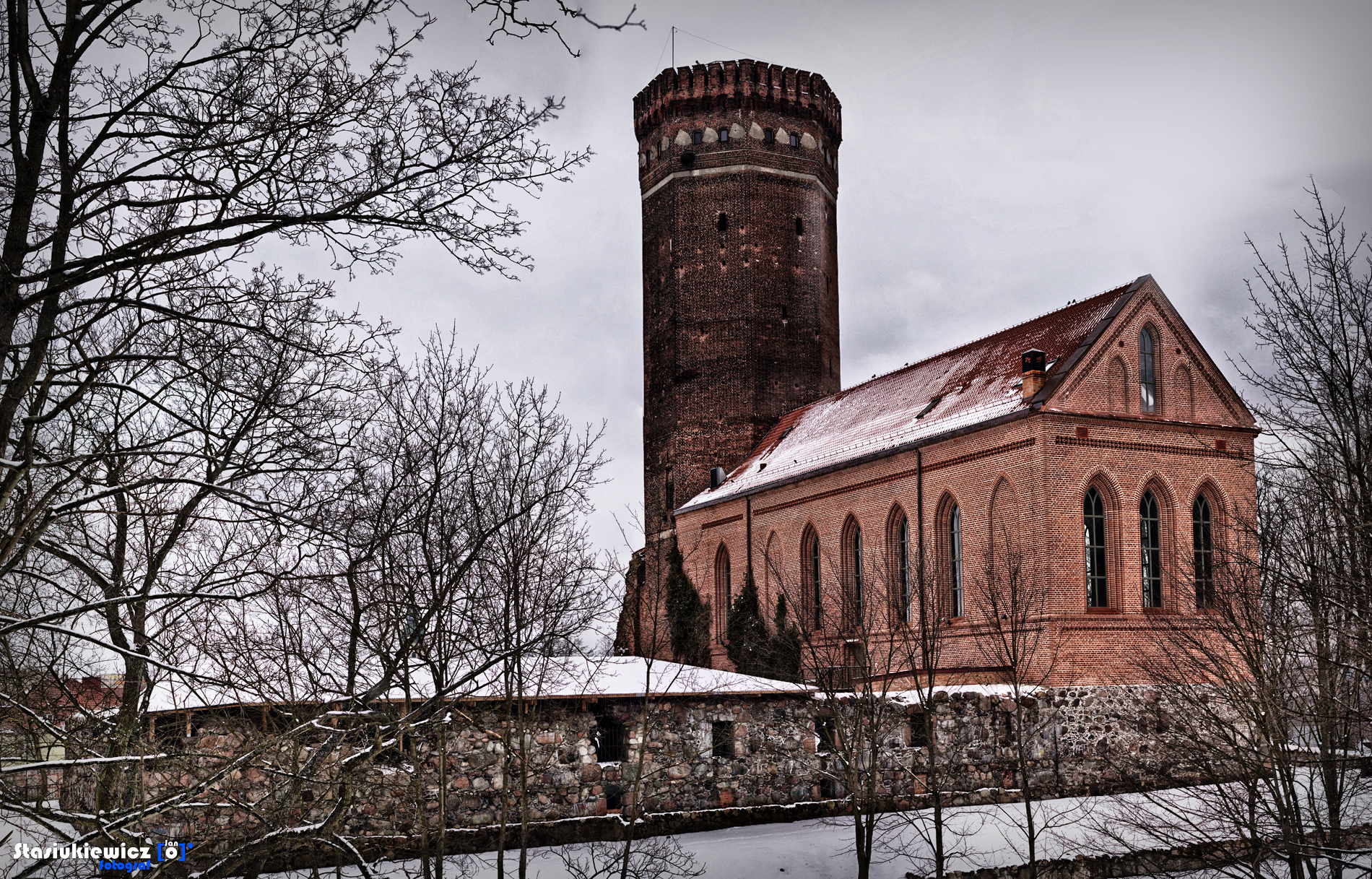
Zamek w Człuchowie

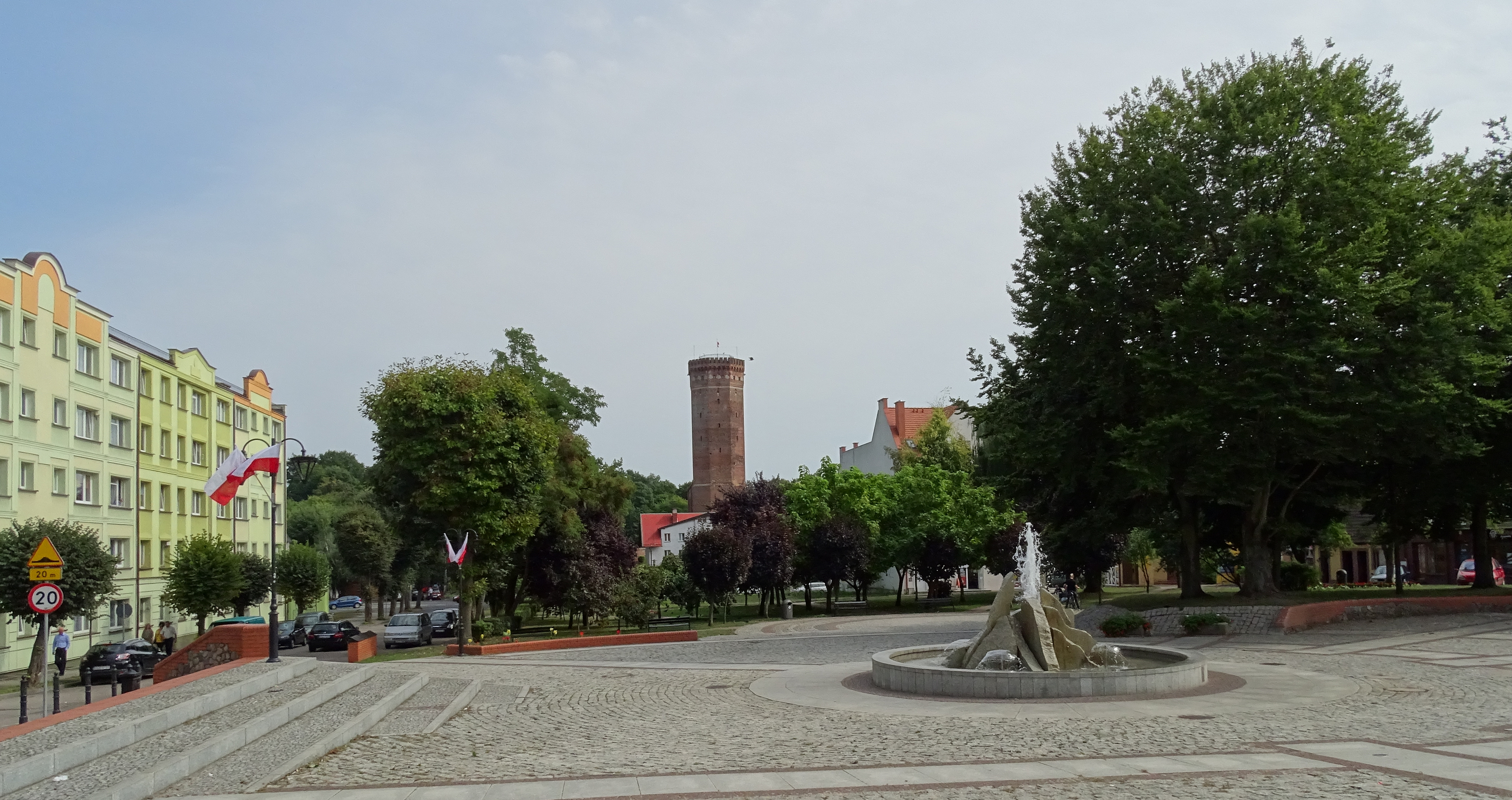
Rynek w Człuchowie

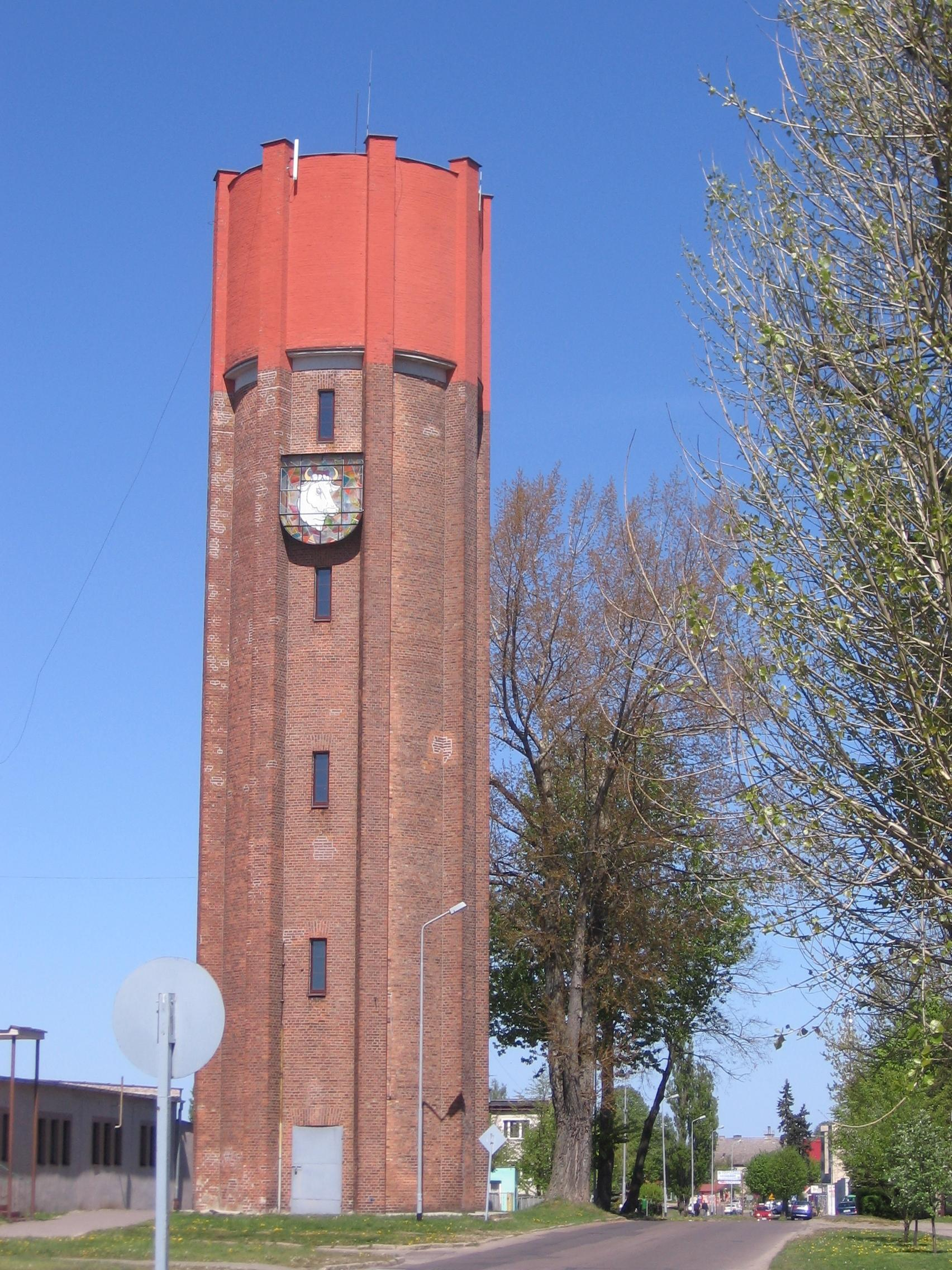
Wieża ciśnień z XIX wieku

Do rejestru zabytków zostały wpisane:
- zamek w Człuchowie z parkiem – niegdyś drugi po Malborku pod względem wielkości zamek krzyżacki[20] (a terytorialnie największy). Był on siedzibą komtura i konwentu krzyżackiego. Rezydowali w nim m.in. komtur Ulrich von Jungingen i Konrad von Wallenrode (1377–1382)[21]. Za czasów I Rzeczypospolitej był to zamek starościński, parokrotnie oblegany przez obce wojska. Pod zaborami w XIX wieku został w większości rozebrany na odbudowę miasta po pożarze. Do dziś przetrwały mury, wieża i nie odkryte jeszcze podziemia. Obecnie Muzeum Regionalne. (nr rej.: A-35/89 z 25.05.1955)
- barokowy kościół parafialny pw. św. Jakuba z XVII wieku, z wieżą z XVIII wieku, następnie rozbudowany. Ufundowany był przez ówczesnego starostę Jakuba Wejhera, konsekrowany w 1647 r. (nr rej.: A-295 z 27.09.1960)
- park miejski „Lasek Luizy” z XIX w. (nr rej.: A-1820 z 3.12.2007 i z 4.12.2007)
- dwór murowano-szachulcowy z 1 poł. XIX w. przy ul. Wojska Polskiego 5 (nr rej.: A-512 z 20.12.1965)
- układ urbanistyczny dawnego śródmieścia (nr rej.: A-513 z 20.12.1965)

Pozostałe obiekty zabytkowe:
- budynek poczty z 1892 roku;
- budynek dawnej szkoły średniej przygotowującej do zawodu nauczyciela „Preporanda” z 1901 roku, ul. Szczecińska (obecnie siedziba Urzędu Gminy);
- zabytkowe kamienice z XIX wieku przy ul. Królewskiej;
- budynek dawnej szkoły specjalnej dla dzieci głuchoniemych z 1882 roku przy ul. Parkowej (obecnie siedziba ZSA);
- wille z końca XIX wieku przy ul. Batorego;
- budynek browaru Rudolfa Leya z XIX wieku (obecnie siedziba PKO BP);
- budynek dawnej szkoły miejskiej z 1892 roku przy ul. Traugutta (obecnie siedziba CKU).
- budynek dworu miejskiego z 2 poł. XIX w., dawniej siedziba starostwa oraz Muzeum Regionalnego, przy al. Wojska Polskiego 3
- cmentarz z 1830 roku, ulokowany w centrum miasta pomiędzy budynkami mieszkalnymi i garażami[22] (ulicami Traugutta, Średnią i Szczecińską)

## Muzea
Muzeum Regionalne prezentuje w swym dziale archeologicznym pradzieje Ziemi Człuchowskiej. Zabytki pochodzą z badań nad wczesnośredniowiecznym osadnictwem w rejonie jeziora Krępsko i Szczytno oraz cmentarzyskami ludności kultury pomorskiej w Olszanowie, Sąpólnie i Gwieździnie. W mieście działa również sala tradycji kolejnictwa, która w swojej kolekcji posiada znaczną ilość zabytków związanych z historią kolei.

## Organizacje

### Religia

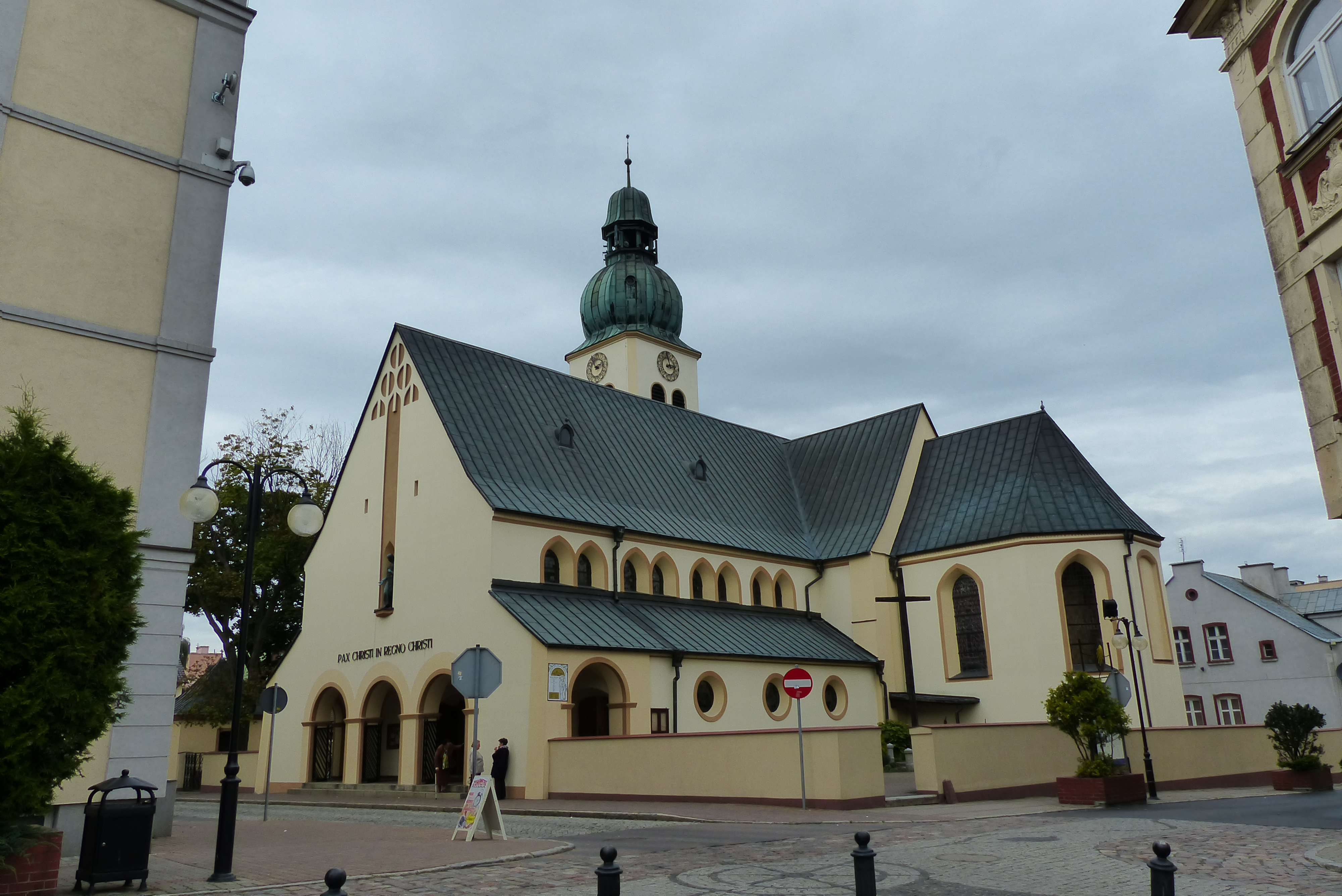
Barokowy kościół par. pw. św. Jakuba

Na terenie miasta działalność religijną prowadzą następujące wyznania:
- Kościół rzymskokatolicki
  - Parafia św. Jakuba Apostoła w Człuchowie
  - Parafia św. Judy Tadeusza w Człuchowie
  - Parafia Matki Bożej Królowej Polski w Człuchowie
- Kościół greckokatolicki
  - Parafia Greckokatolicka Poczęcia św. Jana Chrzciciela w Człuchowie
    - Cerkiew Poczęcia Świętego Jana Chrzciciela
- Kościół Zielonoświątkowy w RP
  - Zbór Kościoła Zielonoświątkowego „Samaria” w Człuchowie
- Świadkowie Jehowy
  - Dwa zbory (Człuchów–Południe, Człuchów–Północ)[25]

## Sport
W mieście Człuchów od 1984 roku istnieje klub kajakowy: „Polstyr” Człuchów, którego założycielem jest Ryszard Jękot, w swojej historii wytrenował wielu mistrzów polski oraz medalistów międzynarodowych zawodów kajakowych typu Mistrzostwa Polski, Mistrzostwa Europy.
MKS (Miejski Klub Sportowy) Piast Człuchów - V liga (pomorska).

## Transport
Człuchów leży na przecięciu dróg krajowych nr 25 i nr 22 oraz drogi wojewódzkiej nr 188. Są to szlaki komunikacyjne na trasach:
- Droga krajowa nr 22 (tzw. Berlinka): Kostrzyn n. Odrą PL-D – Gorzów Wlkp. – Człopa – Wałcz – Człuchów – Chojnice – Starogard Gd. – Malbork – Elbląg – Grzechotki PL-RUS
- Droga krajowa nr 25: (DK 11 z Koszalina) Bobolice – Biały Bór – Człuchów – Sępólno Kraj. – Bydgoszcz – Inowrocław – Strzelno – Konin – Kalisz – Ostrów Wlkp. – Oleśnica
- Droga wojewódzka nr 188: Piła - Złotów - Człuchów

Przez miasto przebiegają następujące linie kolejowe:
- Linia kolejowa nr 210: Chojnice – Runowo Pomorskie, przy której znajduje się stacja kolejowa Człuchów.[27]
- Linia kolejowa nr 413: Człuchów - Przechlewo (kiedyś prowadziła do Słosinka, lecz została rozebrana), która obsługuje ruch towarowy.[28]

Polregio zapewniają połączenia z Chojnicami, Szczecinkiem, Gdynią, Tczewem oraz Słupskiem.
Miasto posiada bezpłatną komunikację miejską.
Komunikację z miastem zapewniają autobusy Powiatowego Zakładu Transportu Publicznego  w Człuchowie, PKS Bytów i inne.

## Miasta partnerskie
- Uslar (Niemcy)[30],

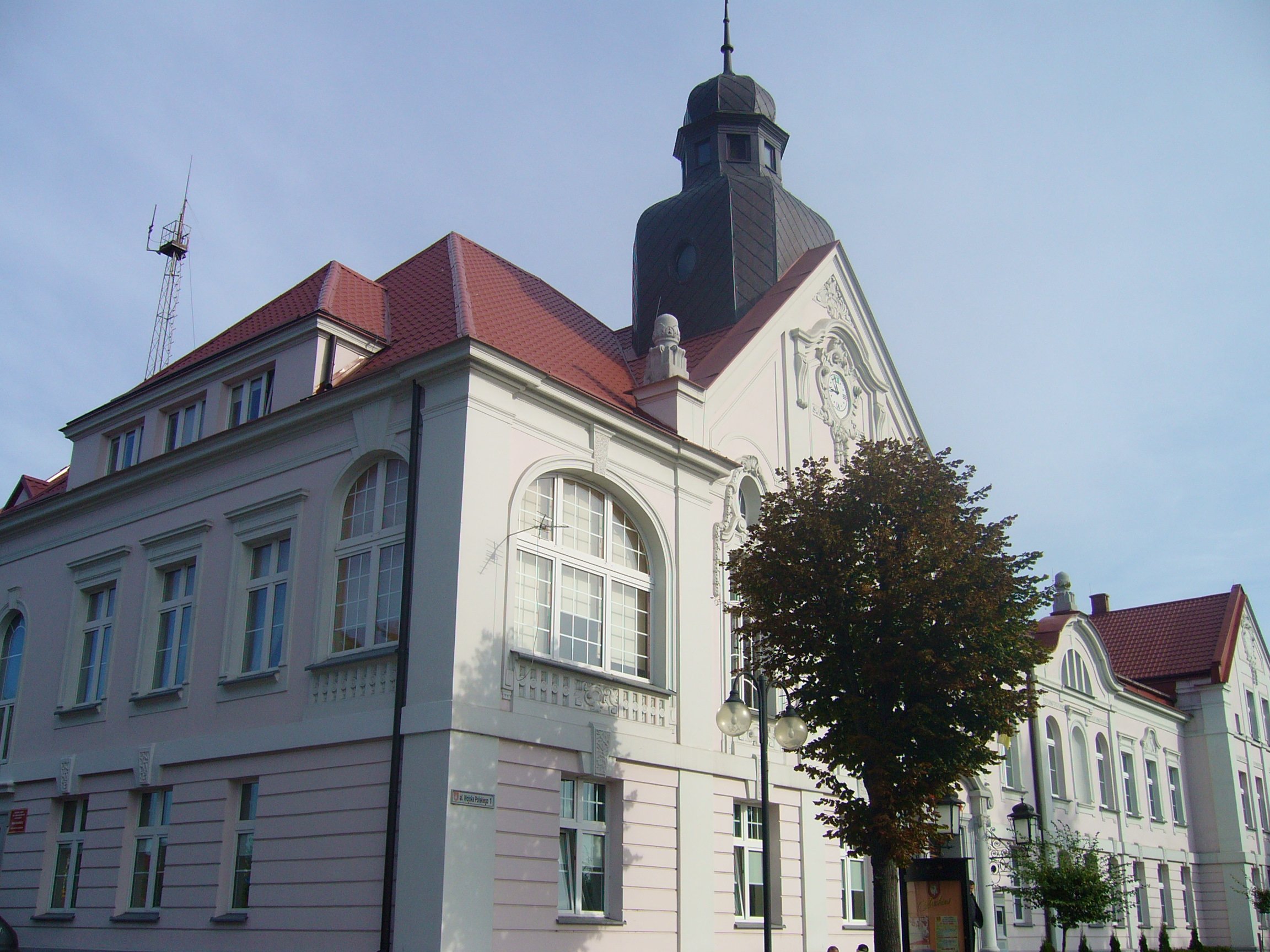
Urząd Miejski

- Conches-en-Ouche (Francja)[31],
- Kaniów (Ukraina)[32].